# Till Damaskus

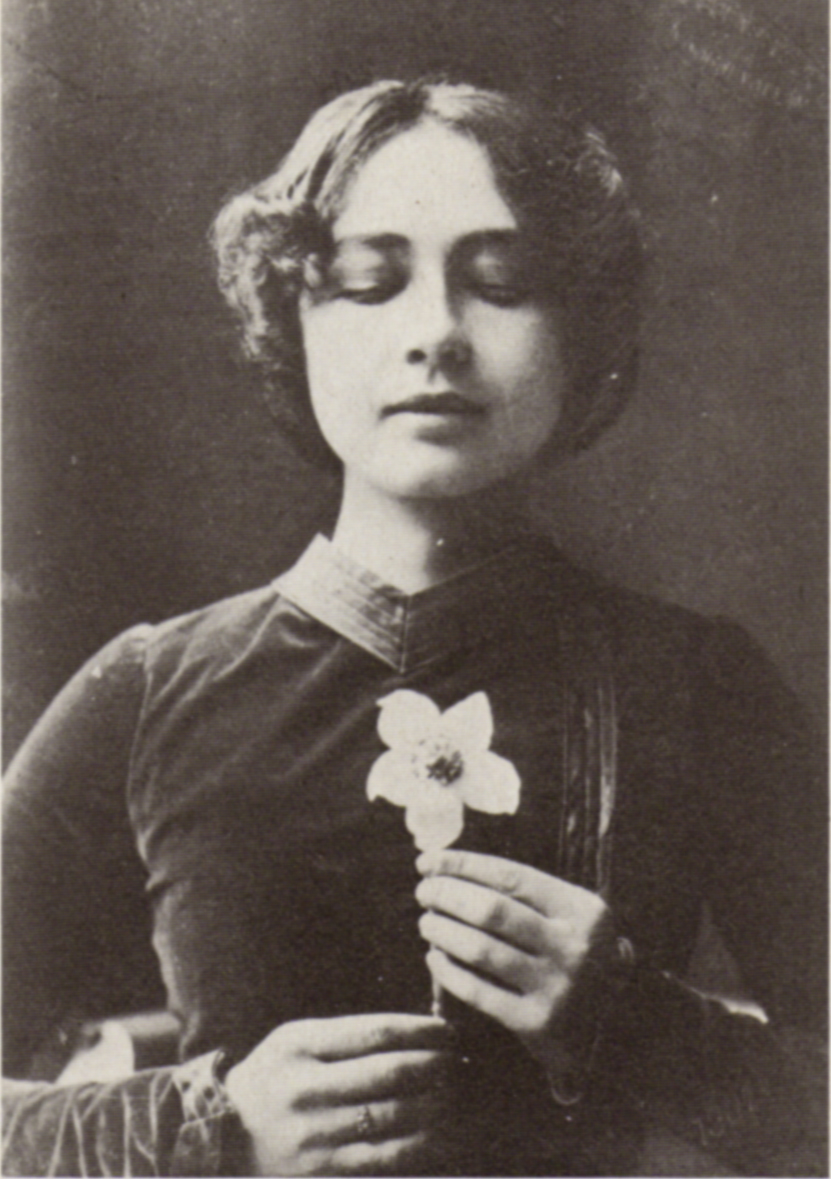
Harriet Bosse (1900).

Till Damaskus är en pjäs av August Strindberg i tre delar, där den första utkom 1898 och den sista 1904. Dramat kan räknas till Strindbergs så kallade vandringsdramer. 
Titeln anspelar på Nya testamentets skildring av Saulus omvändelse på väg till Damaskus, och den första pjäsen markerar en omorientering mot en öppet kristen hållning hos Strindberg. 
Viktigast ur litteraturhistoriskt hänseende är dock Strindbergs experiment med dramatikens formspråk. Till Damaskus låter realistiska scener, men ofta med övernaturliga inslag, kombineras med ett allegoriskt skeende, men för därtill in element som drömscener och dubbelgångarmotiv, som på olika sätt skapar osäkerhet kring vad som är verkligt, och ibland suddar ut gränsen mellan de olika karaktärerna.